# Whiskey e fantasmi
Pour plus de détails, voir Fiche technique et Distribution.
Whiskey e fantasmi est un western spaghetti hispano-italien réalisé par Antonio Margheriti, sorti en 1974.

## Synopsis
Un jeune homme qui parcourt l'Ouest en se faisant passer pour un vendeur d'élixir, se lie d'amitié avec le fantôme du légendaire Davy Crockett, qui le prend sous sa protection.

## Fiche technique
Sauf indication contraire, les informations mentionnées dans cette section peuvent être confirmées par la base de données cinématographiques IMDb,  présente dans la section « Liens externes ».
- Titre italien : Whiskey e fantasmi
- Titre espagnol : Fantasma en el Oeste
- Réalisateur : Antonio Margheriti
- Scénario : Antonio Margheriti, Giovanni Simonelli (it)
- Photographie : Alessandro Ulloa
- Montage : Giorgio Serralonga
- Son : Manuel Ferreiro
- Musique : Paolo Vasile (it)
- Décors : Gumersindo Andrés
- Costumes : Massimo Bolongaro
- Producteur : Carlo Ponti
- Sociétés de production : Cipi Films, Compagnia Cinematografica Champion (it)
- Pays de production :  Italie,  Espagne
- Langue de tournage : italien
- Format : Couleur Technicolor - 2,35:1 - Son mono - 35 mm
- Durée : 104 minutes (1h44)
- Genre : Western spaghetti
- Dates de sortie :
  - Italie : 12 juillet 1974

## Distribution
- Alberto Terracina : Napoleone Higgins
- Fernando Bilbao (de) : Davy Crockett
- Maribel Martín : Rosy
- Rafael Albaicín (es) : Paco
- Georges Rigaud : Pecos Bill
- Ricardo Palacios : le chef mexicain
- Francesco Ferracini : le propriétaire du casino
- Elsa Zabala : la grand-mère de Rosy
- Manuel de Blas : Davy Carradine
- Barta Barri
- Maribel Hidalgo
- Daniele De Luca : le tenancier du saloon[1]